# 入屋犯法

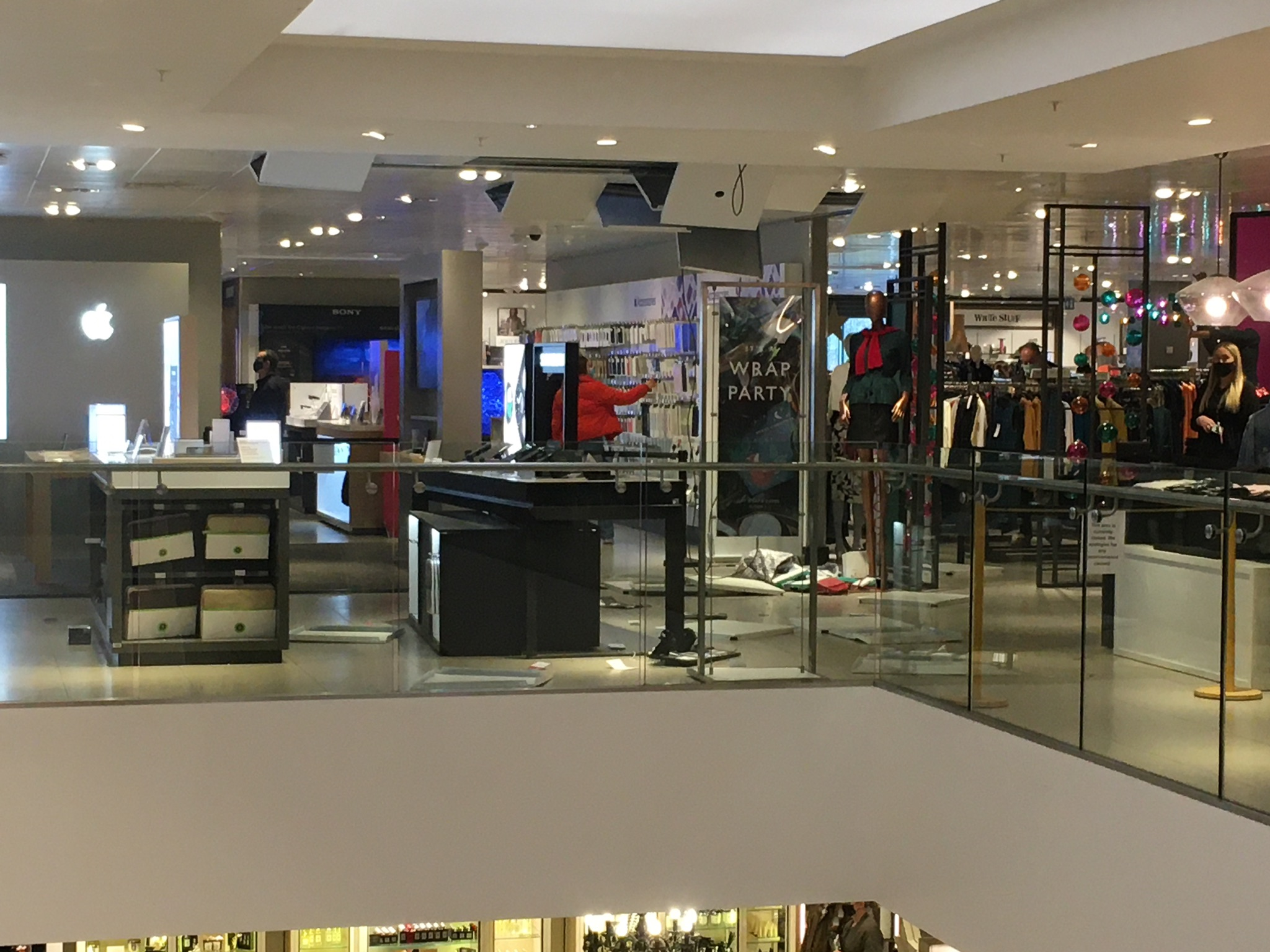
英國白金汉郡海威科姆的約翰路易斯分店發生竊案，竊賊從屋頂進入大樓，從天花板下到二樓偷竊電子產品，造成天花板和地面嚴重損壞

入屋犯法，又稱破門入屋（breaking and entering）、爆竊（housebreaking），是指犯罪者未经许可非法进入建筑物或其部分，意圖進一步犯罪（通常是盜竊、抢劫或謀殺）。 

## 历史
《汉谟拉比法典》 和《妥拉》 就已提到有人未經允許非法闯入他人房屋這一情況。